# Мустафа IV
Мустафа IV е 29-ия султан на Османската империя. Управлява от 29 май 1807 до 28 юли 1808 година.

## Произход и управление
Роден е на 8 септември 1779 година в Истанбул. Син е на Абдул Хамид I и Айше Сенийепервер Султан.
Наследява и унищожава реформите низам-и Джедид на Селим III през 1807 г. Мустафа IV заповядва да удушат Селим III, но сам е убит по заповед на Махмуд II. Идва на власт в резултат от така наречения бунт на ямаците.
Мустафа IV е последния османски султан с това име.